# 谁不说俺家乡好
《谁不说俺家乡好》，是一首中国歌曲，由吕其明、杨庶正、萧培珩作词作曲。该曲原为电影《红日》的主题曲，上映于1963年。內容描寫對於山東沂蒙山地的歌頌。
2007年，中國第一顆探月衛星嫦娥一號中，也特別選用這首歌曲搭載。

## 创作背景
导演汤晓丹1961年开始拍摄反映孟良崮戰役的电影《红日》时，请求曾为电影《铁道游击队》谱写插曲《弹起我心爱的土琵琶》的吕其明为《红日》创作插曲，要求在战役场面之前“应该有一首歌来渲染解放军战士爱家乡、爱部队、决心保卫胜利果实的情感”。为此，吕其明找到杨庶正、萧培珩（杨庶正为山东益都人，萧培珩为山东牟平人）一同赴山东采风。
由于当时沂蒙山交通不便，大型拍摄车辆无法进入，《红日》的部分外景在烟台拍摄。在栖霞县等地采风过后，三人开始正式创作，首先拟定题名《谁不说俺家乡好》，随后共同凑出了歌唱家乡、歌唱解放军、歌唱解放区的三段歌词，此后《红日》的编剧吴强也对歌词进行了微调。
在作曲环节，当时山东歌舞团恰好在烟台演出，同为益都人的王音旋演唱的胶东民歌《赶集》给杨庶正留下了深刻印象，杨庶正遂决定以《赶集》的调式为基础谱曲。在杨庶正的曲谱初稿完成时，萧培珩又写了另一套未完成的曲谱，但最终采用的是在杨庶正的初稿基础上微调的曲谱。
然而在《红日》电影制作的后期，杨庶正被调到王丹凤担任主角的《女理发师》剧组，导致电影《红日》对此曲的署名只署了吕、萧二人，部分报刊杂志此后刊登这首歌曲时也随电影上的署名“将错就错”，只署吕、萧二人，吕其明、萧培珩甚至不得不于1994年撰文澄清词曲作者实有三人。此外，由于三段歌词完整唱完需时约4分钟，完整保留会导致部分已拍摄好的战争镜头被删减，《谁不说俺家乡好》歌词险遭删减，吕其明随即向汤晓丹要求“歌词不能删”，汤晓丹发现完整保留这首歌曲后再表现激烈的战争场面可以形成强烈的视觉、听觉对比，此曲因此免于删减。
至于首唱者，创作组在谱曲完毕后邀请王音旋到上海录音，后发现其音色与电影中的少女角色存在一定距离，遂请同为山东人的上海歌剧院演员任桂珍演唱，任桂珍版因“跟电影角色比较贴近”而被用于电影《红日》。事后吕其明表示，当年王音旋的演唱可以和任桂珍媲美。
1980年，王音旋在山东艺术学院的学生彭丽媛在全国第一届民族声乐汇演中以一曲《谁不说俺家乡好》成名，而彭丽媛演唱的版本也继承了王音旋演唱版对颤音的处理（俗称“打嘟噜”），此曲随后亦被视为彭丽媛的代表曲目之一。

## 歌词
| 一座座青山紧相连 一朵朵白云绕山间 一片片梯田一层层绿 一阵阵歌声随风传 哎—— 谁不说咱家乡好 得儿呦 咿儿呦 一阵阵歌声随风传 | 弯弯的河水流不尽 高高的松柏万年青 解放军是俺的亲骨肉 鱼水难分一家人 哎—— 谁不说咱家乡好 得儿呦 咿儿呦 鱼水难分一家人 | 绿油油的果树满山岗 望不尽的麦浪闪金光 喜看咱们的丰收果 幸福的生活千年万年长 哎—— 谁不说咱家乡好 得儿呦 咿儿呦 幸福的生活千年万年长 哎———— |